# Le quattro giornate di Napoli
Le quattro giornate di Napoli (br 4 Dias de Rebelião) é um filme italiano de 1962, do gênero drama, dirigido por Nanni Loy  e estrelado por Lea Massari e Gian Maria Volonté.
O filme é baseado em episódio real, ocorrido em 1943 na cidade de Nápoles. Nenhum ator recebeu crédito pela sua participação.

## Sinopse

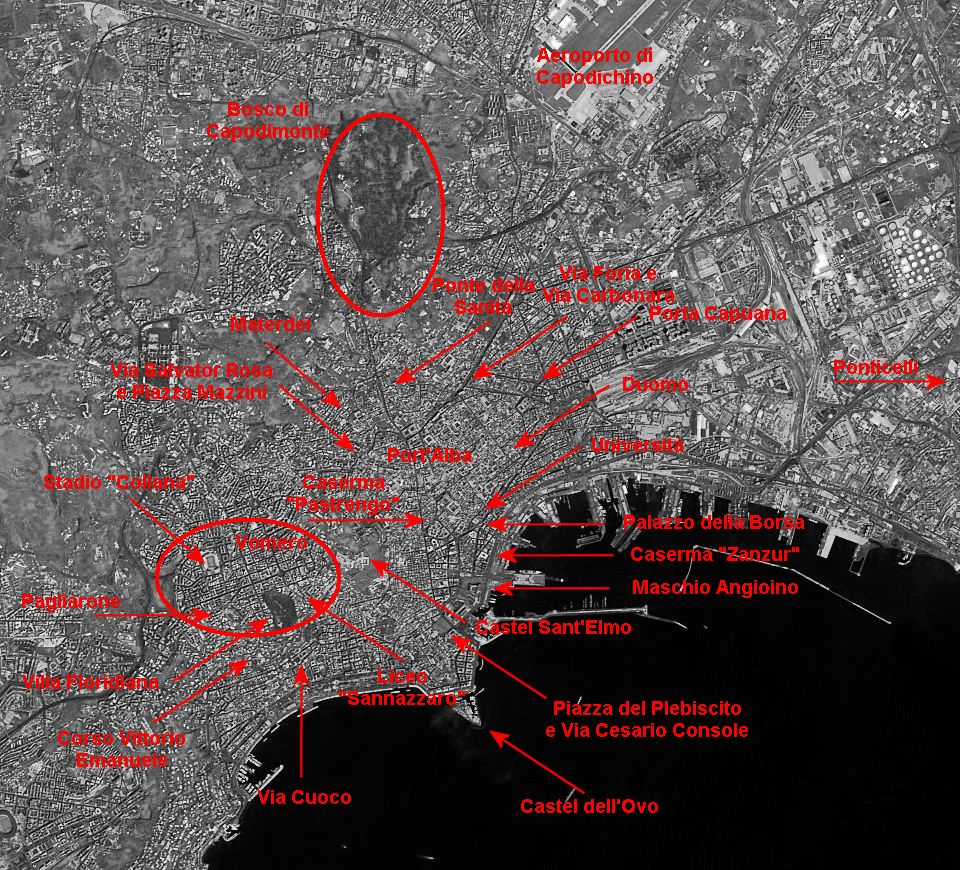
Imagem de satélite da NASA, com anotações dos locais em Nápoles onde, de 27 a 30 de setembro de 1943, ocorreu a revolta dos populares.

Segunda Guerra Mundial. A Wehrmacht ocupa Nápoles e, numa demonstração de força, executa o marinheiro Livornese. Os napolitanos são obrigados a se ajoelhar e aplaudir. Em seguida, os nazistas determinam que todos os habitantes, entre os 5 e os 60 anos de idade, trabalhem em campos de escravos. Cansados de tanta crueldade e opressão, o povo se rebela contra os invasores. Com armas improvisadas, sem um plano definido, sem  organização, eles levantam barricadas nas ruas da cidade, colocam atiradores nos telhados e estacionamentos e jogam granadas nos tanques. Quatro dias mais tarde, a Wehrmacht é forçada a abandonar Nápoles.

## Principais premiações
| Patrocinador                                            | Prêmio       | Categoria                                                  | Situação  |
| ------------------------------------------------------- | ------------ | ---------------------------------------------------------- | --------- |
| Academia de Artes e Ciências Cinematográficas           | Oscar        | Melhor Roteiro Original Melhor Filme em Língua Estrangeira | Indicado  |
| Associação de Correspondentes Estrangeiros de Hollywood | Golden Globe | Melhor Filme em Língua Estrangeira                         | Indicado  |
| British Academy of Film and Television Arts             | BAFTA        | Melhor Filme de Qualquer Fonte                             | Indicado  |
| National Board of Review                                | NBR          | Dez Melhores Filmes Estrangeiros de 1963                   | Escolhido |

## Elenco
| Ator/Atriz         | Personagem        |
| ------------------ | ----------------- |
| Lea Massari        | Maria             |
| Gian Maria Volonté | Capitano          |
| Raffaele Barbato   | Ajello            |
| Regina Bianchi     | Concetta Capuozzo |
| Luigi De Filippo   | Cicillo           |
| Aldo Giuffrè       | Pitrella          |
| Jean Sorel         | Livornese         |
| Dominico Formato   | Gennaro Capuozzo  |
| Curt Lowens        | Sakau             |
| Frank Wolff        | Salvatore         |